# Kościół Podwyższenia Krzyża Świętego w Chodowie
Kościół Podwyższenia Krzyża Świętego w Chodowie – rzymskokatolicki kościół filialny należący do parafii św. Mikołaja Biskupa w Dzierzbicach (dekanat Krośniewice diecezji łowickiej).
Świątynia została wzniesiona na przełomie XVI i XVII wieku. Remontowana była w latach 1788 i 1946. W latach 1975–76 na miejscu starych zakrystii zostały dobudowane nowe oraz kruchta, wymieniony został gont.
Budowla jest drewniana, jednonawowa, posiada konstrukcję zrębową. Świątynia jest orientowana, jej prezbiterium jest mniejsze w stosunku do nawy, zamknięte jest trójbocznie, po bokach są umieszczone dwie zakrystie na planie pięciokąta. Kościół nie ma wieży i poprzedza go duża kruchta. Świątynię nakrywa dach dwukalenicowy, pokryty gontem, na dachu znajduje się okazała wieżyczka na sygnaturkę. Zwieńcza ją blaszany dach hełmowy z podwójną latarnią. We wnętrzu jest umieszczony ołtarz główny w stylu neobarokowym, wykonany w XIX wieku. Cenna chrzcielnica gotycka z piaskowca pochodzi z XV wieku. Zachował się fragment gotyckiej płyty nagrobnej z 2 połowy XV wieku ozdobionej rzeźbioną postacią zmarłej (Barbara z Kotowa) i herbem Jastrzębiec.